# Byron (Wyoming)
Byron es un pueblo ubicado en el condado de Big Horn en el estado estadounidense de Wyoming. En el año 2010 tenía una población de 593 habitantes y una densidad poblacional de 257.83 personas por km².

## Geografía
Byron se encuentra ubicado en las coordenadas 44°47′46.53″N 108°30′27.58″O / 44.7962583, -108.5076611. Según la Oficina del Censo, la localidad tiene un área total de 2,3 km² (0,9 mi²), de la cual 2,2 km² (0,8 mi²) es tierra y 0,1 km² (0 mi²) (5.62%) es agua.

### Localidades adyacentes
El siguiente diagrama muestra a las localidades en un radio de 56 kilómetros (34,8 mi) de Byron.

## Demografía
En el 2000 la renta per cápita promedia del hogar era de $34.375, y el ingreso promedio para una familia era de $37.045. El ingreso per cápita para la localidad era de $11.931. En 2000 los hombres tenían un ingreso per cápita de $33.409 contra $16.667 para las mujeres. Alrededor 22.6% de la población estaba bajo el umbral de pobreza nacional.